# Гура-Ідріч
Гура-Ідріч (рум. Gura Idrici) — село у повіті Васлуй в Румунії. Входить до складу комуни Рошієшть.
Село розташоване на відстані 260 км на північний схід від Бухареста, 27 км на південний схід від Васлуя, 85 км на південь від Ясс, 110 км на північ від Галаца.

## Населення
За даними перепису населення 2002 року у селі проживали 530 осіб, усі — румуни. Усі жителі села рідною мовою назвали румунську.